# Starportrait (Reinhard-Mey-Album)
Starportrait ist das zweite Kompilationsalbum des deutschen Liedermachers Reinhard Mey. Das Doppelalbum wurde 1977 von Intercord veröffentlicht und enthält 24 der bis dahin erfolgreichsten Lieder des Künstlers.

## Inhalt
Das zweite Kompilationsalbum enthält Lieder aus dem gesamten Zeitraum des bis dahin gut zehnjährigen Schaffens des Liedermachers. So startet es mit seinem ältesten veröffentlichten Lied (Ich wollte wie Orpheus singen) und reiht daran fast chronologisch die bekanntesten Lieder wie Der Mörder ist immer der Gärtner oder Gute Nacht, Freunde.
Dietrich Schulz-Koehn äußert sich im Klappentext über den Stellenwert des Chansons in Deutschland und die Position, die Reinhard Mey darin hat. Des Weiteren enthält der Klappentext einen „Steckbrief“ über Reinhard Mey sowie seinen Werdegang.

## Titelliste
1. Platte
1. Ich wollte wie Orpheus singen – 2:19
2. Die drei Musketiere – 2:15
3. Rouge ou noir – 2:55
4. Das Lied von der Spieluhr – 3:35
5. Trilogie auf Frau Pohl – 5:19
6. Ich denk’ es war ein gutes Jahr – 3:46
7. Irgendwann, irgendwo – 2:19
8. Aus meinem Tagebuch – 3:00
9. Du, meine Freundin – 2:52
10. Ich bin aus jenem Holze geschnitzt – 3:10
11. Der Mörder ist immer der Gärtner – 4:49
12. Komm, gieß’ mein Glas noch einmal ein – 4:10

2. Platte
1. Annabelle, ach Annabelle – 4:03
2. Schade, daß Du gehen mußt – 4:22
3. Die heiße Schlacht am kalten Büffet – 3:16
4. Mann aus Alemannia – 5:30
5. Herbstgewitter über Dächern – 3:13
6. Gute Nacht, Freunde – 2:51
7. Über den Wolken – 3:45
8. Wie vor Jahr und Tag – 4:36
9. Ich bin Klempner von Beruf – 3:25
10. Es gibt keine Maikäfer mehr – 4:12
11. Wie ein Baum, den man fällt – 3:43
12. Es schneit in meinen Gedanken – 3:33

## Weitere Infos
Das Foto der vorderen Coverseite stammt aus dem Archiv der DELTA BV, die Fotos der Innenseite von Werner Schloske. Die Hüllengestaltung übernahm Charles H. Hoellering.